# Barranc de Portadeix
El Barranc de Portadeix és un corrent fluvial de les comarques del Priorat i la Ribera d'Ebre, que neix a la Serra del Montalt i desemboca al barranc de la Fou.